# Нукуоро (атол)
Нукуоро — піщаний атол, що лежить трохи північніше екватора, у штаті Понпеї Федеративних Штатів Мікронезії. Населення — близько 900 осіб . Атол має класичну кільцеподібну форму, всередині лежить лагуна діаметром близько 6 кілометрів .
На острові немає аеропорту, раз на місяць (нерегулярно) прибуває пасажирське судно. Є початкова школа .

## Історія
Час появи людей на Нукуоро не встановлено, проте міграція могла початися в XII столітті й відбувалася нерівномірно . Можливий напрямок міграції — з Тувалу . Відкрили атол європейці 1806 року: його помітили з корабля під командуванням іспанського моряка Хуана Батісти Монтеверде .
Нукуоро відомий місцевим ремеслом — дерев'яними фігурками аїту, найстарішу з яких придбали європейці 1873 року .

## Населення
Населення атола говорить на полінезійській мові нукуоро, літні також володіють понапейською. Займаються рибальством, тваринництвом і вирощуванням таро і копри (переважно в південно-східній частині атола) . Біля узбережжя водяться чорні устриці , з яких виробляють перли .
На атолі вкрай поширений перехід дітей з сім'ї в сім'ю. Так, у дослідженні 1999 року встановлено, що близько двох третин (61 %) дітей — прийомні, а в 1965 році всього 2 % дорослого населення острова не жили в прийомній сім'ї ніколи .
У 2011 році на Постійному форумі ООН з питань корінних народів представниця Асоціації резидентів Нукуоро Бестіна Менджамін повідомила, що атол перебуває в постійній небезпеці через цунамі, спричинені глобальним потеплінням. Йдеться не лише про відсутність притулків, але й про руйнування родючих ґрунтів, яке призводить до голоду .

## Клімат
Атол лежить у зоні, що характеризується вологим тропічним кліматом.
| Клімат Нукуоро       | Клімат Нукуоро | Клімат Нукуоро | Клімат Нукуоро | Клімат Нукуоро | Клімат Нукуоро | Клімат Нукуоро | Клімат Нукуоро | Клімат Нукуоро | Клімат Нукуоро | Клімат Нукуоро | Клімат Нукуоро | Клімат Нукуоро | Клімат Нукуоро |
| Показник             | Січ.           | Лют.           | Бер.           | Квіт.          | Трав.          | Черв.          | Лип.           | Серп.          | Вер.           | Жовт.          | Лист.          | Груд.          | Рік            |
| Норма опадів, мм     | 378.5          | 337.8          | 396.2          | 391.2          | 370.8          | 327.7          | 370.8          | 325.1          | 279.4          | 261.6          | 269.2          | 271.8          | 3977.6         |
| Днів з опадами       | 17,1           | 14,9           | 18             | 19,4           | 19,8           | 18,6           | 18,3           | 16,8           | 15,6           | 15,1           | 16,1           | 16,2           | 205,9          |
| -------------------- | -------------- | -------------- | -------------- | -------------- | -------------- | -------------- | -------------- | -------------- | -------------- | -------------- | -------------- | -------------- | -------------- |
| Джерело: Weatherbase |                |                |                |                |                |                |                |                |                |                |                |                |                |